# Maieru
Maieru – wieś w Rumunii, w okręgu Bistrița-Năsăud, w gminie Maieru. W 2011 roku liczyła 5326 mieszkańców.